# هيغاشيسوميوشي-كو
هيغاشيسوميوشي-كو (باليابانية: 東住吉区) هو حي في اليابان، يقع في أوساكا، بلغ عدد سكانه 126,161 نسمة وذلك حسب إحصائيات سنة 2017، تبلغ مساحته 9.75 كيلومتر مربع.

## أعلام
- كاورو تاكامورا